# 1962 (szám)
Az 1962 (római számmal: MCMLXII) az 1961 és 1963 között található természetes szám.

## A matematikában
A tízes számrendszerbeli 1962-es a kettes számrendszerben 11110101010, a nyolcas számrendszerben 3652, a tizenhatos számrendszerben 7AA alakban írható fel.
Az 1962 páros szám, összetett szám. Kanonikus alakja 21 · 32 · 1091, normálalakban az 1,962 · 103 szorzattal írható fel. Tizenkét osztója van a természetes számok halmazán, ezek növekvő sorrendben: 1, 2, 3, 6, 9, 18, 109, 218, 327, 654, 981 és 1962.
Az 1962 érinthetetlen szám: nem áll elő pozitív egész számok valódiosztóösszeg-függvényeként..